# Bågskytte
Bågskytte är konsten att skjuta med pil och båge.

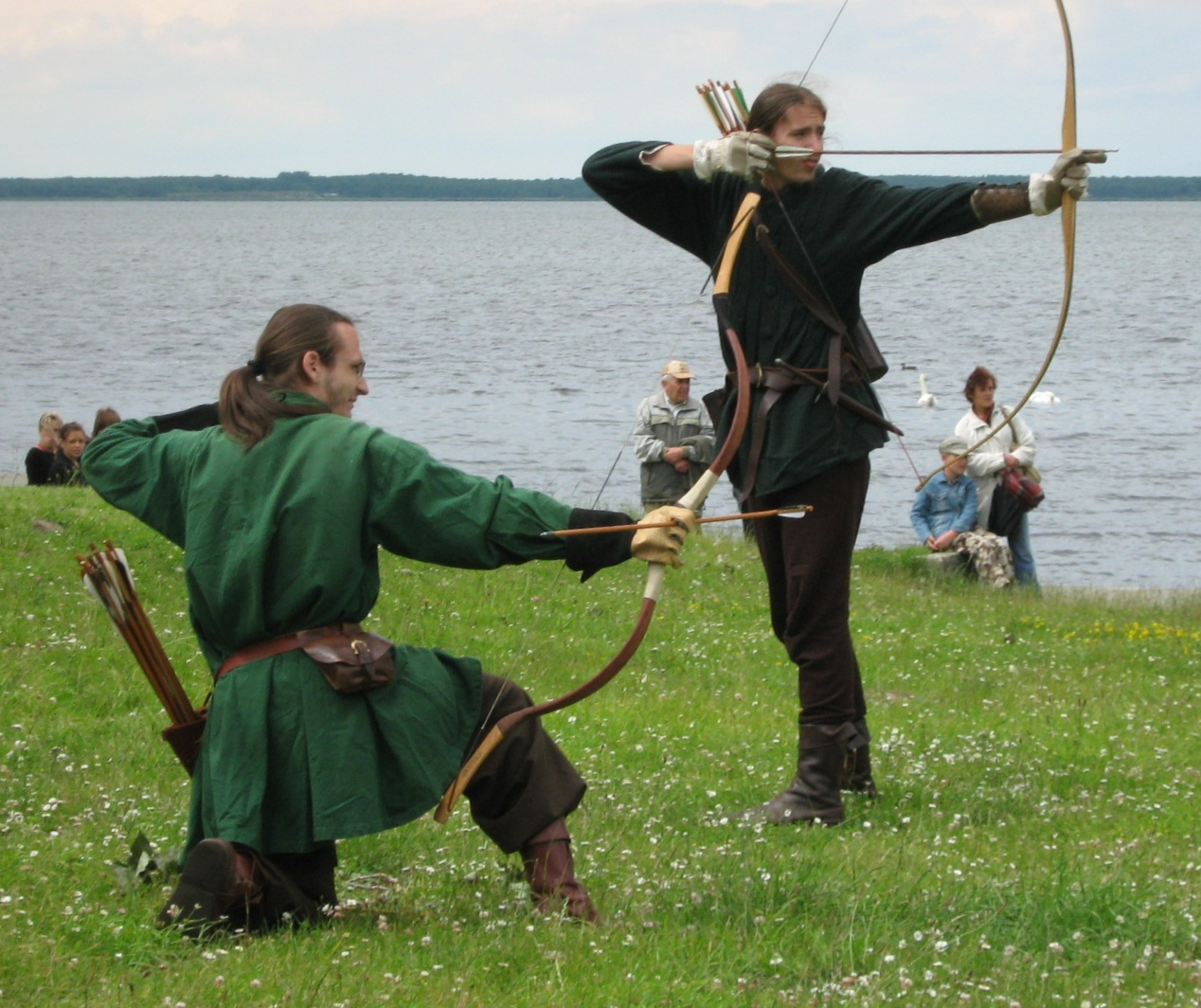
Uppvisning i bågskytte av historiskt klädda bågskyttar i Polen.

Bågskytte är idag främst en sportgren i Olympiska spelen men förekommer också som en del av historiskt återskapande. Då används långbågar för att återskapa kända fältslag. På många tornerspel förekommer bågskyttetävlingar med långbågar som en del av uppvisningen. Bågskyttarna är tidsenligt klädda och de skjuter vanligen på halmtavlor. Ett eldpilsregn är benämningen då en grupp bågskyttar avlossar ett pilregn med brinnande pilar. Detta förekommer bland annat som ett essentiellt inslag under medeltidsveckan på Gotland, där brinnande pilar skjuts ut i vattnet.

## Rollspel
På de flesta lajv där bågskytte förekommer som en del av stridssimuleringen skjuter deltagarna med svaga bågar, vanligen mellan 20 och 35 pund, på andra lajvare. Pilarna har särskilt utformade bofferspetsar för att inte orsaka skada. De bågar som används är vanligen långbågar i trä eller glasfiberkopior av sammansatta så kallade ryttarbågar.